# Handicap social
Un handicap social est une forme de handicap caractérisée par « des difficultés de communication et de compréhension des codes sociaux qui entravent les capacités d’insertion dans la société ». M. L. Lopez définit les handicapés sociaux comme des personnes atteintes de « cécité culturelle », et socialement dévalorisées. Parmi les personnes touchées par le handicap social se trouvent notamment les personnes avec autisme, souvent victimes de discriminations. Les comportements sociaux entraînent un classement des individus, conscient ou inconscient, suivant une échelle de valeurs. Ce classement peut avoir de lourdes conséquences en matière de santé psychique et de qualité de vie, du fait des difficultés à trouver une place dans la société.  
Contrairement à d'autres formes de handicap, un handicap social peut être évité ou du moins minimisé, puisqu'il est créé par la société. Ainsi, Josef Schovanec cite des exemples tirés de ses voyages : au Japon, les personnes avec autisme s'insèrent plus facilement dans la société que les personnes neurotypiques, car certains traits de leur comportement introverti sont considérés comme plus acceptables par la société japonaise que ceux des personnes extraverties. Cette particularité conduit certaines personnes à réfuter l'existence même d'une notion de handicap social, comme Michel Abhervé, pour qui « c’est plutôt la société qui est handicapée d’exclure, par ses pratiques, des personnes qui devraient apporter leur contribution à la collectivité ». En France, les ESAT reçoivent un nombre croissant de handicapés sociaux, qui n'ont pas pu s'insérer dans le milieu du travail ordinaire en raison de la pression mise en faveur de la productivité, ou d'un besoin de stabilité. 
La notion de handicap social n'est pas toujours reconnue. Au Canada, la cour suprême a confirmé la création du « handicap social » dans le cadre de l'étude des discriminations, en le définissant comme « la réaction de la société à un handicap réel ou présumé ». 